# Rocky Moran
William James "Rocky" Moran (Pasadena (Californië), 3 februari 1950 – Coto de Caza (Californië), 22 september 2024) was een Amerikaans autocoureur. In 1993 won hij de 24 uur van Daytona. Zijn zoon Rocky Moran Jr. is eveneens autocoureur.

## Carrière
Moran begon zijn autosportcarrière in 1971 in de Formule B, georganiseerd door de Sports Car Club of America. In 1972 reed hij in de Trans-Am Series en debuteerde hij in het World Sportscar Championship. Tot 1982 nam hij deel aan Can-Am, Formule 5000- en Formule Atlantic-races. In 1981 debuteerde hij in de Champ Car bij het team All American Racers tijdens de race op Watkins Glen International, waarin hij zesde werd. In 1983 reed hij in een IMSA GT-race.
In 1985 keerde Moran terug in de Champ Car bij het team Leader Card Racing. Hij werd vijftiende in de openingsrace op het Stratencircuit Long Beach en schreef zich in voor twee andere races, waar hij zich niet voor kwalificeerde. In 1986 reed hij in de helft van de Champ Car-races bij het team Gohr Racing. Zijn enige finish was een vijftiende plaats op Laguna Seca, alhoewel hij zijn beste klassering behaalde met een dertiende plaats op het Meadowlands Sports Complex. Daarnaast reed hij twee races in de GTO-klasse van de IMSA GT bij All American Racers. In 1987 nam hij deel aan de seizoensopener van de Champ Car op Long Beach en werd hierin dertiende. Tevens schreef hij zich voor Walther in voor de Indianapolis 500, maar kwalificeerde zich hier niet voor. In de IMSA GT reed hij wederom een race voor All American Racers.
In 1988 reed Moran het grootste deel van het Champ Car-seizoen voor Gohr Racing, met een zesde plaats op Long Beach als beste resultaat. Tijdens de Indianapolis 500 kwam hij echter uit voor A.J. Foyt Enterprises, maar kwam hierin niet aan de finish. Met negen punten eindigde hij op plaats 25 in het kampioenschap. Ook debuteerde hij dat jaar in de 24 uur van Daytona voor All American Racers. In 1989 reed hij in de Champ Car de Indianapolis 500 voor Curb Racing en in de seizoensfinale op Laguna Seca voor Foyt, terwijl hij in de IMSA GT overstapte naar de GTP-klasse overstapte.
In 1990 reed Moran voor het eerst een volledig seizoen in de IMSA GT, waarin hij in de GTP-klasse voor All American Racers reed. Met 18 punten eindigde hij op plaats 32 in het klassement. Verder kwam hij voor Gohr Racing uit in de Indianapolis 500. In 1991 behaalde hij zijn eerste podiumplaats in de IMSA GT, waardoor hij met 41 punten dertiende werd in de eindstand. In 1992 reed hij slechts twee races in de klasse. Daarnaast schreef hij zich voor Menard Racing in voor de Indianapolis 500, maar kwalificeerde zich hier niet voor.
In 1993 behaalde Moran internationaal gezien zijn grootste overwinning in de 24 uur van Daytona. Voor het team All American Racers deelde hij deze zege met P.J. Jones en Mark Dismore. Verder schreef hij zich in voor de Indianapolis 500, maar rijdend voor Team Losi kwalificeerde hij zich niet. Dit was de laatste keer dat hij tijdens een raceweekend in actie kwam; hij stond voor Burns Adcox Motor Sports ingeschreven voor de Indianapolis 500 van 1994, maar verscheen hier niet op het circuit.
Na zijn carrière als coureur richtte Moran met zijn zoon Rocky Moran Jr. het kartcircuit Moran Raceway op, dat gelegen was in de Californische stad Beaumont. Het circuit was van juni 2003 tot 2007 geopend.
Moran overleed op 22 september 2024 op 74-jarige leeftijd aan kanker.